# Ouray
Ouray é uma cidade localizada no estado americano do Colorado, no Condado de Ouray.

## Demografia
Segundo o censo americano de 2000, a sua população era de 813 habitantes.
Em 2006, foi estimada uma população de 896, um aumento de 83 (10.2%).

## Geografia
De acordo com o United States Census Bureau tem uma área de
2,2 km², dos quais 2,2 km² cobertos por terra e 0,0 km² cobertos por água. Ouray localiza-se a aproximadamente 2215 m acima do nível do mar.

## Localidades na vizinhança
O diagrama seguinte representa as localidades num raio de 24 km ao redor de Ouray.